# Toolenburg
Toolenburg is een woonwijk in Hoofddorp in Noord-Holland. De naam is ontleend aan de boerderij Toolenburg aan de Hoofdvaart. De wijk omvat drie buurten: Toolenburg-West (102 hectare groot), Toolenburg-Oost (106 ha) en Toolenburg-Zuid (170 ha). Een van de ontwikkelaars in Toolenburg-Zuid, voornamelijk in Tudorpark en Victoriapark is de woningcorporatie Ymere.

## Bevolking
De wijk is na de Vinex-wijk Floriande de grootste wijk van Hoofddorp met 15.187 inwoners (2008). Sinds 2002 daalt het inwoneraantal.

## Inrichting
Toolenburg heeft een centraal gelegen overdekt winkelcentrum. Naar verwachting is in 2012 begonnen met de bouw en verkoop van de eerste woningen in de nieuwe en laatste wijk van Toolenburg: Toolenburg-Zuid.

## Verkeer
De belangrijkste verkeersader is de Van Heuven Goedhartlaan, waarlangs ook de hoofdtak van de busbaan de Zuidtangent ligt, met buslijn 300 van R-net. In 2008 is de westelijke aftakking richting Nieuw-Vennep, waarover buslijn 397 loopt, met haltes Toolenburg-Oost en Toolenburg-Zuid, gereed gekomen. Hierdoor is ook het zuiden van de Haarlemmermeer voorzien van hoogwaardig openbaar vervoer.

## Sport en vrije tijd
Bij Toolenburg ligt sinds 2003 een recreatiegebied, 85 hectare groot, met een meertje: de Toolenburgerplas. Het wandelpad rondom de plas is 3,2 km lang.
Verder heeft Toolenburg verscheidene sportclubs (ZPCH en SV Hoofddorp). Er zijn tennisbanen, een honkbalveld, een fitnesscentrum en een overdekt recreatiecentrum, genaamd Het Spectrum, die in 2019 is vernieuwd. Dit centrum omvat onder andere een restaurant, een fitnesscentrum en sporthal, voor onder meer turnen, basketbal of badminton.